# Carduus estivali
Carduus estivali là một loài thực vật có hoa trong họ Cúc. Loài này được Arènes mô tả khoa học đầu tiên năm 1944.